# Torness kärnkraftverk
Torness kärnkraftverk i Dunbar, East Lothian, Skottland. Kraftverket består av två kärnreaktorer av typen AGR/GCR (gaskyld med koldioxid). Byggstart blev 1 augusti 1980 och den första reaktorn togs i kommersiell drift den 25 maj 1988, reaktor två följde den 3 februari 1989. Reaktor 1 ger 595 MWe och reaktor 2 ger 605 MWe.
Stängning planeras till år 2030.